# كاظم أباد (كرمان)
كاظم أباد (بالفارسية: کاظم‌آباد) هي مدينة تقع في إيران في ناحية تشترود. يقدر عدد سكانها بـ 3,612 نسمة .